# 圣托马斯-迪阿基诺
圣托马斯-迪阿基诺是巴西米纳斯吉拉斯州的一个市镇。总面积277.546平方公里，总人口6934人，人口密度25人/平方公里。